# Liste der deutschen Bundesrichter
Die Liste der Bundesrichter an den obersten Gerichtshöfen in Deutschland (Art. 95 Abs. 1 GG) ist in fünf einzelne Listen aufgeteilt:
- Liste der Richter am Bundesgerichtshof
- Liste der Richter am deutschen Bundesverwaltungsgericht
- Liste der Richter am Bundesfinanzhof
- Liste der Richter am Bundesarbeitsgericht
- Liste der Richter am Bundessozialgericht

Eine Liste aller Richter des Bundesverfassungsgerichts, das kein oberster Gerichtshof des Bundes ist, findet sich unter Liste der Richter des Bundesverfassungsgerichts.